# قسم (لغة)

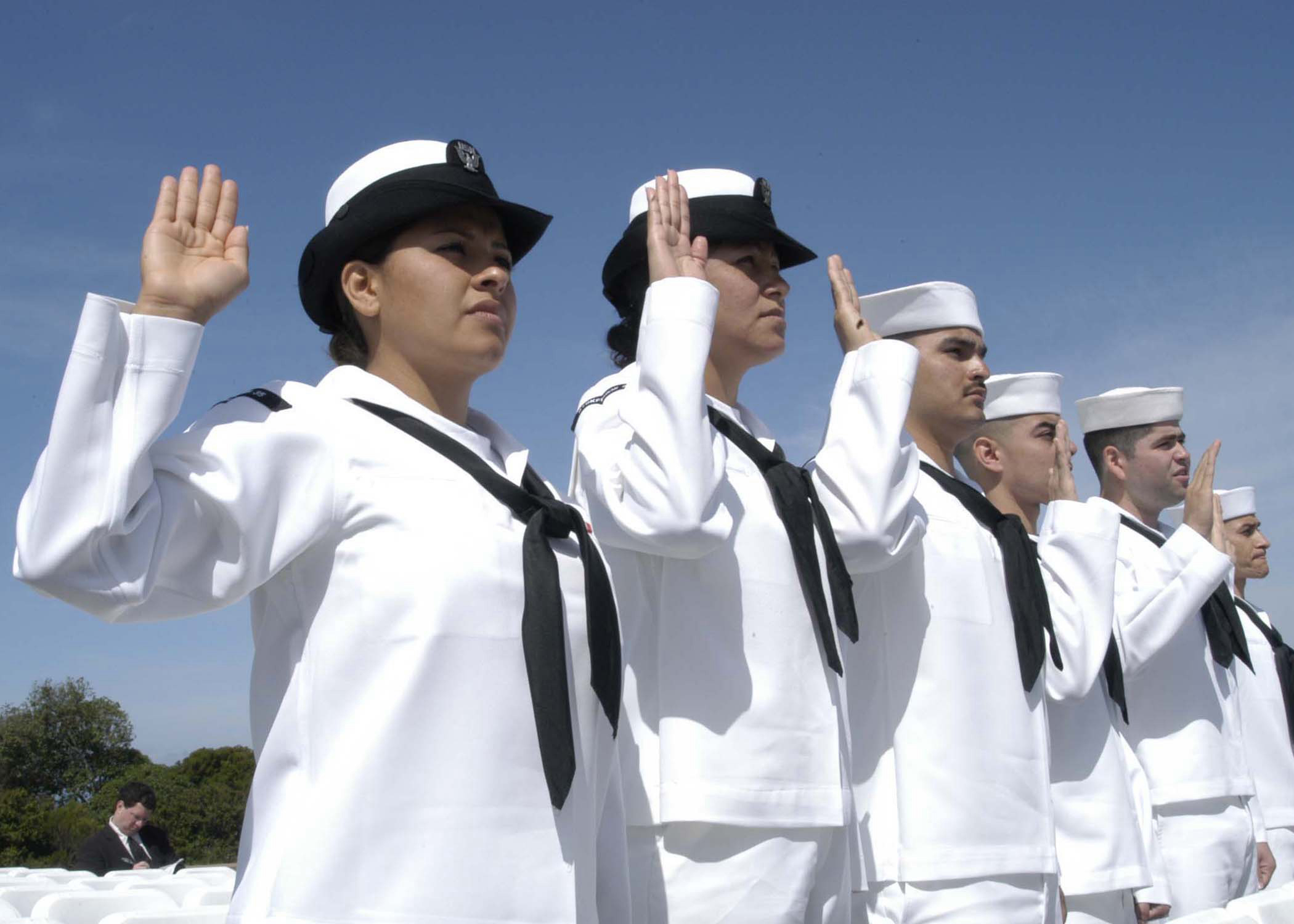

القَسَم (بفتح القاف والسين) أو اليمين هو لفظ لإثبات حقيقة أو وعد يذكر فيه المؤدي للقسم شخصاً أو شيئاً ما عزيزاً عليه وعادة ما يكون هو الله باعتباره الشاهد على هذا القسم. يستخدم القسم بشكل رسمي في المحاكم عند استجواب الشاهد. والأيمان جمع يمين وتعرف: بأنها تأكيد أمر ما بالحلف باسم الله أو بصفة من صفاته سواء أكان ذلك الأمر ماضياً أو مستقبلاً.
كما تنص معظم دساتير الدول على نص لقسم دستوري يؤديه عادة أصحاب المناصب العليا عند استلامهم مناصبهم أو التجديد لهم. وهم غالباً:
- رئيس الجمهورية (في الجمهوريات). أو الملك (في الدول الملكية).
- رئيس مجلس الوزراء.
- الوزراء.
- أعضاء البرلمان.

## وجهة النظر الدينية

### الإسلام

#### دليل اليمين ومشروعيته
اليمين ثابتة بالكتاب والسنة
فمن الكتاب قول الله الله :(واحفظوا أيمانكم). وقول القرآن : (ولا تنقضوا الأيمان بعد توكيدها)
ومن السنة المطهرة قول النبي محمد : "والذي نفس محمد بيده لو تعلمون ما أعلم لبكيتم كثيرا ولضحكتم قليلا) "(3). وقوله : "من كان حالفا فليحلف بالله أو ليصمت"(4).
أدوات القسم
أداة القسم هي الحرف المتصل ب لفظ الجلالة، أو باسم من أسماء الله الله، أو بصفه من صفاته.

#### الشروط في اليمين
شروط الحالف
يشترط بالحالف أن يكون من أهل التكليف، فيشترط فيه : الإسلام والبلوغ والعقل؛ فالمسلم هو المخاطب بالتكليف الشريعة دون غير المسلم، والطفل لا يكون منه اليمين الشرعية التي تترتب عليها الأحكام من الزام واثم وكفارة. ولا يكون من المجنون؛ لأنه غير مسؤول عن تصرفاته.
أن تكون يمين مقصودة بارادة الحالف دون اكراه أو تهديد بالإيذاء البدني أو النفسي والمعنوي مما يغلب الظن بوقوعه. وأن تكون من نية صادقة فلا يمكن أن تعتبر قسما إن كانت مقروءة من غير نية خالصة.
شروط المحلوف عليه
أن يكون طاعة أو عمل مستحب.
شروط المحلوف به
أن يكون ب الله الله أو باسم من أسمائه أو بصفة من صفاته، ولا يحل الحلف بالاباء والأمهات والأمانة والشرف.
قال رسول الله :"لا تحلفوا بابائكم ولا بأمهاتكم ولا بالأنداد، ولا تحلفوا بالله الا وأنتم صادقين"(2).

#### اليمين اللغو
هي ما يجري على ألسنة الناس من حلف غير مقصود، يخرج غالبا في حالة الغضب أو المجادلة أو المزاح، كقول الإنسان بصورة عفوية: والله لن أفعل كذا. لا يعد قسم شرعي، ولا يحنث الحالف ان خالف ما أقسم عليه.

#### اليمين المنعقدة
هي الحلف الذي ينعقد عليه قلب الحالف ويقصد به القيام بفعل بالمستقبل أو الامتناع عنه. كأن يقول مثلا: والله لن أزور أخي، أو أقسم بالله أن أرد اليك مالك؛ فهذه أيمان منعقدة. فان استثنى الحالف فقال: ان شاء الله، ولم يتمكن من الوفاء بيمينه لا يعد حانثا.
وقال الحنفية هي ان يحلف المرء على فعل شيء في المستقبل ثم يرفض ان يفعله بعد ذلك.

#### اليمين الغموس
هي اليمين الكاذبة على أمر حدث في الماضي أو في الحاضر. ويسمى غموسا لأنه يغمس صاحبه في الاثم، ثم في النار. قال رسول الله :"الكبائر؛الاشراك بالله، وعقوق الوالدين، واليمين الغموس"(1).

#### كفارة اليمين
من حلف على يمين ووجد غيرها خيرا منها فلا يف بيمينه بل يفعل الخير ويكفر عن يمينه.
قال رسول الله :"من حلف على يمين فرأى خيرا منها فليأت الذي هو خير وليكفر عن يمينه"(1).
وتعطى الكفارة لمن يستحق الزكاة من الفقراء والمساكين بعد الحنث ويمكن تقديمها عليه.